# Glanbrücken
Glanbrücken là một đô thị thuộc huyện Kusel, bang Rheinland-Pfalz, phía tây nước Đức. Đô thị Glanbrücken có diện tích 4,59 km², dân số thời điểm ngày 31 tháng 12 năm 2006 là 514 người.